# STAR BLACKS
《STAR BLACKS》是由槙陽子在《Ribon》所連載的少女漫畫作品。自2005年4月號至12月號。作品標題取自星巴克（英語：Starbucks）的諧音。

## 概要
西元2999年，新坦希咲17歲是某祖傳刀舖老闆的女兒，個性外向成績優秀，某天不經意發現家裡塵封已久的神秘寶刀。原來那把刀是戰國時代流傳下來，能夠斬妖除魔的「鬼之刀」。因為神的消失，人類越來越墮落，惡鬼也快要佔領世界，希咲該如何呢......？

## 人物
新垣希咲
17歲的女高中生，個性外向而且成績優秀，是刀舖老闆的女兒。擁有度過漫長歲月的鬼之刀，並以它來斬除助於人類心底的惡鬼。
新垣隆藏
希咲的弟弟，雖人時常很粗魯，但是事實上是個很溫柔的人。
新垣謙藏
希咲的父親，是繼承祖傳刀舖的老闆。
修女
希咲家附近教堂裡的修女，因為教堂拆除所以之後住在希咲家（參考第一集），是很了解希咲的人。
田岡玲
和希咲同年級的男生，家裡很有錢，喜歡收集些稀奇古怪的珍寶，對希咲有點興趣。
弓野月
隆藏的同學，很喜歡隆藏，個性開朗活潑，是個機器人。　
狩島
希咲班的班長，喜歡三宅。
三宅
希咲的同班同學，和狩島是好朋友，和杉江是班對。
杉江
希咲的同班同學，和三宅是班對，被狩島欺負。

## 出版書籍
| 卷數 | 集英社        | 集英社             | 尖端出版      | 尖端出版             |
| 卷數 | 發售日期      | ISBN               | 發售日期      | EAN                  |
| ---- | ------------- | ------------------ | ------------- | -------------------- |
| 1    | 2005年9月15日 | ISBN 4-08-856638-6 | 2007年6月23日 | EAN 471-7702-21100-4 |
| 2    | 2006年1月13日 | ISBN 4-08-856662-9 | 2007年7月18日 | EAN 471-7702-21101-1 |